# Antti Ruuskanen

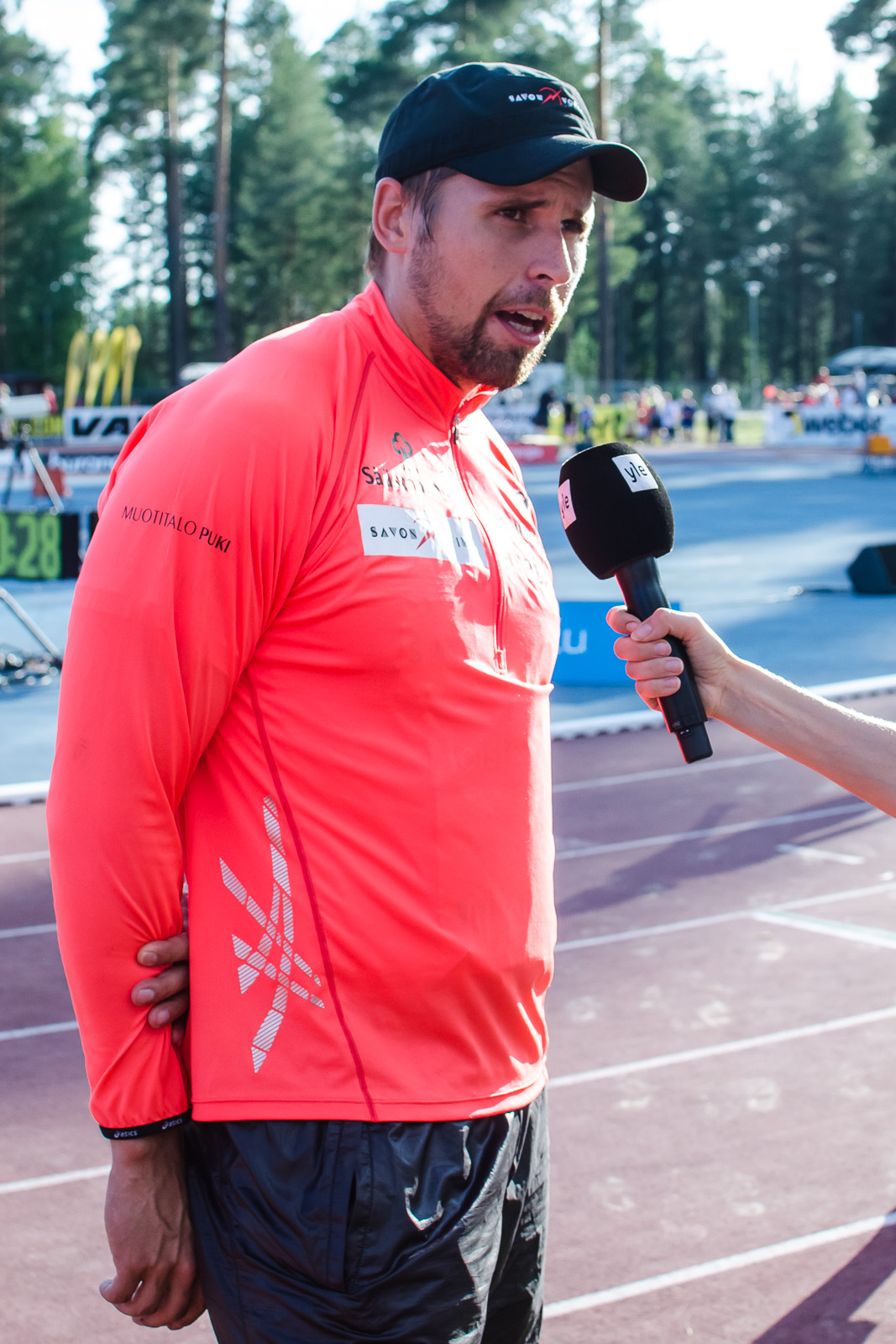
Antti Ruuskanen v roce 2014

Antti Ruuskanen (* 21. února 1984, Pielavesi) je finský atlet, mistr Evropy v hodu oštěpem z roku 2014 a stříbrný olympijský medailista.

## Kariéra
Na mistrovství světa v roce 2009 v Berlíně skončil v soutěži oštěpařů šestý, na následujícím světovém šampionátu v roce 2011 pak devátý.
V oštěpařském finále na olympiádě v Londýně v roce 2012 vybojoval původně bronzovou medaili, ale poté, co byl kvůli dopingu dodatečně diskvalifikován Ukrajinec Olexandr Pjatnycja, posunul se na druhé místo. Stříbrnou medaili převzal na speciálním ceremoniálu v průběhu mistrovství světa v severském lyžování 2017 v Lahti, a to přímo z rukou předsedy Mezinárodního olympijského výboru Thomase Bacha.
Dosavadním největším úspěchem se pro něj stalo vítězství na evropském šampionátu v roce 2014 v Curychu v osobním rekordu 88,01 m.